# Essex (království)
Essex (staroanglicky Ēast Seaxna Rīce, tj. království Východních Sasů, latinsky Regnum Orientalium Saxonum) bylo jedním ze sedmi anglosaských království, vzniklo okolo roku 500 a zahrnovalo oblast hrabství Essex, Hertfordshire a Middlesex.

## Geografie
Království bylo ohraničeno na severu řekou Stour a Východní Anglií, na jihu řekou Temží a Kentem, na východě Severním mořem a na západě Mercií. 
Oblast království obsahovala i dvě původní římská správní centra – Colchester a Londýn.

## Historie
Nejstarší zmínka o tomto království pochází z Bedeho Historia ecclesiastica gentis Anglorum, který zmiňuje v roce 604 příjezd biskupa Mellita do Londýna.

Británie okolo roku 800

Po krátké období v 8. století byl součástí království i Kent, ale od 8. století byla většina království, včetně Londýna pod správou Mercie. Po porážce krále Merice Beornwulfa okolo roku 825, Essex ovládl král Wessexu Egbert. Roku 870 bylo území postoupeno, na základě smlouvy z Wedmore, království Východní Anglie. Současné hrabství Essex kopíruje severní a jižní hranice původního království, ale obsahuje pouze oblast na východ od řeky Lee.

## Seznam anglosaských králů Essexu
Jména a data o většině vládců království Essex, podobně jako u ostatních anglosaských království, je potřeba brát jako přibližná. Dynastie odvozovaly svůj původ od boha Seaxneata.
- Aescwine – 527 až 587
- Sledda – 587 až 604
- Saebert – 604 až 616
- Sexred – 616 až 617 (spolu se Saewardem)
- Saeward - 616 až 617 (spolu se Sexredem)
- Sigeberht I. Malý – 617 až 653
- Sigeberht II. Dobrý – 653 až 660
- Swithelm – 660 až 664
- Sighere – 664 až 683
- Sebbi – 664 až 694
- Sigeheard – 694 až 709 (spolu s Swaefredem)
- Swaefred – 695 až 709 (spolu s Sigeheardem)
- Offa – 709
- Saelred – 709 až 746
- Swaefbert – 715 až 738 (spolu s Saelredem)
- Svvithred – 746 až 758
- Sigeric – 758 až 798
- Sigered – 798 až 825

Sigered byl posledním králem Essexu a předal moc Egbertovi z Wessexu.